# 阿朗 (默尔特-摩泽尔省)
阿朗（法語：Allamps，法語發音：[alɑ̃]）是法国默尔特-摩泽尔省的一个市镇，属于图勒区。

## 地理
阿朗（48°32'50"N, 5°48'34"E）面积7.21 平方千米，位于法国大東部大區默尔特-摩泽尔省，该省份为法国东北部内陆省份，是洛林的一部分，北邻比利时、卢森堡，北起顺时针与摩泽尔省、下莱茵省、孚日省和默兹省接壤。
与阿朗接壤的市镇（或旧市镇、城区）包括：巴里塞欧普兰、巴里塞拉科特、布莱诺莱图勒、比利尼、索叙尔莱瓦讷、瓦讷勒沙泰勒。

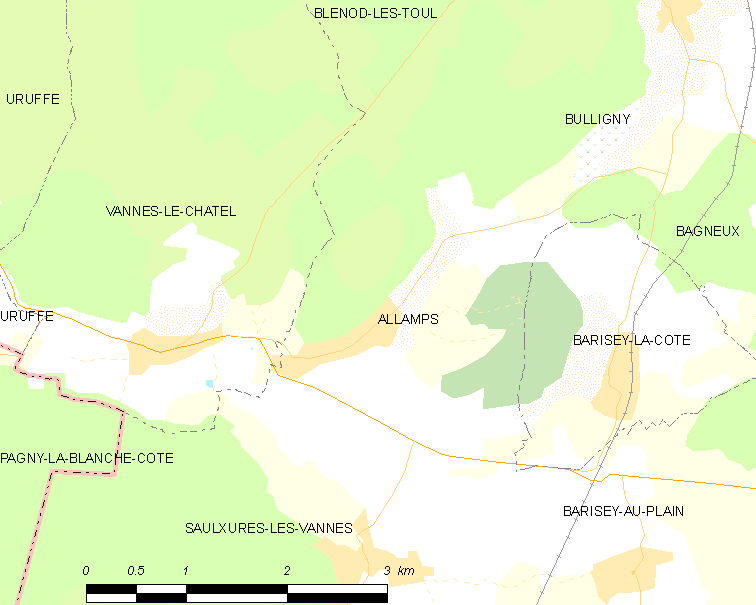
的OSM定位图

阿朗的时区为UTC+01:00、UTC+02:00（夏令时）。

## 行政
阿朗的邮政编码为54112，INSEE市镇编码为54010。

## 政治
阿朗所属的省级选区为梅讷欧桑图瓦县。

## 人口

1962-2008年间人口变化图示

阿朗于2022年1月1日时的人口数量为501人。